# Stanisław Wielgus (duchowny)
Stanisław Wojciech Wielgus (ur. 23 kwietnia 1939 w Wierzchowiskach) – polski duchowny rzymskokatolicki, profesor filozofii, rektor Katolickiego Uniwersytetu Lubelskiego w latach 1989–1998, biskup diecezjalny płocki w latach 1999–2006, arcybiskup metropolita warszawski w 2007, arcybiskup tytularny Viminacium od 2007. Tajny współpracownik Służby Bezpieczeństwa PRL.

## Życiorys

### Młodość i wykształcenie
Urodził się 23 kwietnia 1939 w Wierzchowiskach. W latach 1952–1956 kształcił się w Liceum Biskupim w Lublinie. Wskutek represji władz komunistycznych i pozbawienia szkoły statusu placówki państwowej świadectwo dojrzałości uzyskane tamże w 1956 dawało ograniczone uprawnienia. Egzamin państwowy zdał w następnym roku w Liceum Korespondencyjnym w Lublinie. W latach 1956–1962 odbył studia w Wyższym Seminarium Duchownym w Lublinie i równocześnie na Wydziale Teologii Katolickiego Uniwersytetu Lubelskiego. Święceń prezbiteratu udzielił mu 10 czerwca 1962 w Lublinie tamtejszy biskup diecezjalny Piotr Kałwa. Inkardynowany został do diecezji lubelskiej. W 1964 uzyskał magisterium z teologii. W latach 1965–1968 kontynuował studia na Wydziale Filozofii Katolickiego Uniwersytetu Lubelskiego, kończąc je z tytułem magistra filozofii. Tamże w 1972 na podstawie dysertacji Quaestiones Nicolai Peripatetici (editio critica) uzyskał doktorat z filozofii, a w 1980 po przedłożeniu rozprawy Quaestiones super octo libros Physicorum Aristotelis habilitację. W latach 1973–1975 i 1978 pogłębiał specjalizację na Uniwersytecie w Monachium jako stypendysta Fundacji im. Alexandra von Humboldta. W 1989 otrzymał tytuł naukowy profesora filozofii.

### Prezbiter
Po przyjęciu święceń kapłańskich pracował jako wikariusz w parafiach: św. Tomasza Apostoła w Zamościu (1962–1963), św. Pawła w Lublinie (1963–1965) i św. Mikołaja w Hrubieszowie (1968–1969). W Lublinie i Hrubieszowie był jednocześnie prefektem młodzieży. Otrzymał godności kanonika honorowego kapituły lubelskiej oraz prałata Jego Świątobliwości.

### Działalność naukowo-dydaktyczna
W 1969 został pracownikiem Katolickiego Uniwersytetu Lubelskiego jako asystent w Międzywydziałowym Instytucie Historii Kultury w Średniowieczu. Od 1972 był zatrudniony jako adiunkt. W 1982 objął stanowisko docenta przy Katedrze Historii Filozofii Starożytnej i Średniowiecznej Wydziału Filozofii. W 1989 otrzymał etat profesora nadzwyczajnego, a w 1992 profesora zwyczajnego. Na uczelni był kierownikiem: Sekcji Filozofii Teoretycznej Wydziału Filozofii (1984–1988), Międzywydziałowego Zakładu Kultury w Średniowieczu (1985–2006) i Katedry Historii Filozofii w Polsce na Wydziale Filozofii (1989–2006). Od 1986 do 1989 pełnił funkcję sekretarza generalnego Towarzystwa Naukowego Katolickiego Uniwersytetu Lubelskiego. W latach 1988–1989 sprawował urząd prorektora ds. studenckich, a w latach 1989–1998 rektora KUL. W czasie administrowania uczelnią unormował jej status prawny i doprowadził do stabilizacji ekonomicznej. W tym czasie wzrosła liczba studentów i zainicjowano program wymiany studentów z innymi uniwersytetami. W latach 1990–1993 był wiceprzewodniczącym Konferencji Rektorów Uniwersytetów Polskich, a w latach 1992–1993 i 1997–1998 przewodniczącym Kolegium Rektorów Uczelni Wyższych Regionu Lubelskiego.
W 2000 został członkiem Zespołu ds. Etyki Badań Naukowych przy Przewodniczącym Komitetu Badań Naukowych. Wszedł w skład Rady Programowej Katedry Studiów Polskich im. Mikołaja Kopernika w São Paulo. Został wiceprezesem Lubelskiego Towarzystwa Naukowego i honorowym członkiem Towarzystwa Naukowego Płockiego. Ponadto dołączył do organizacji naukowych, polskich: Towarzystwa Naukowego Katolickiego Uniwersytetu Lubelskiego, Polskiego Towarzystwa Filozoficznego, Societas Humboldtiana Polonorum, Polskiego Towarzystwa Tomasza z Akwinu oraz międzynarodowych: Associazione degli Storici Europei, Société Internationale pour l’Étude dla la Philosophie Médiévale, Academia Scientiarum et Artium Europaea i European Ethics Network. W 1991 uczestniczył jako ekspert w Synodzie Biskupów poświęconym Europie. W 1996 został konsultorem Rady Naukowej Konferencji Episkopatu Polski.
Objął funkcję redaktora naczelnego czasopisma „Acta Mediaevalia”, został współredaktorem „Studiów Mediewistycznych” i członkiem rady naukowej „Roczników Filozoficznych”.
W pracy naukowej zajmujący się historią filozofii polskiej oraz historią filozofii, teologii i prawa w średniowieczu.

### Biskup
24 maja 1999 papież Jan Paweł II mianował go biskupem diecezjalnym diecezji płockiej. 1 sierpnia 1999 otrzymał święcenia biskupie, odbył ingres do katedry płockiej i kanonicznie objął diecezję. Konsekrował go kardynał Józef Glemp, prymas Polski, któremu asystowali Zygmunt Kamiński, arcybiskup metropolita szczecińsko-kamieński, i Józef Życiński, arcybiskup metropolita lubelski. Jako dewizę biskupią przyjął słowa „Aeterne Sapientiae et Caritati” (Odwiecznej Mądrości i Miłości). W czasie kierowania diecezją płocką zapoczątkował reformy mające poprawić jej sytuację ekonomiczną, zreorganizował sieć dekanatów, zainicjował utworzenie Katechizmu Płockiego, będącego zbiorem kilkuminutowych katechez wyjaśniających prawdy wiary, odczytywanych przed niedzielnymi mszami świętymi, a także powołał kilkanaście placówek medycznych i opiekuńczych działających w ramach Caritasu.
6 grudnia 2006 papież Benedykt XVI przeniósł go na urząd arcybiskupa metropolity warszawskiego. 19 grudnia 2006 redakcja „Gazety Polskiej” opublikowała artykuł o mającej trwać 20 lat jego współpracy ze Służbą Bezpieczeństwa PRL. W odpowiedzi duchowny zaprzeczył współpracy, nazywając publikację mistyfikacją mającą na celu skompromitowanie go. Solidarność z nim wyrazili między innymi: Prezydium Konferencji Episkopatu Polski, prymas Józef Glemp, kardynał Stanisław Dziwisz, Senat Katolickiego Uniwersytetu Lubelskiego, duchowieństwo archidiecezji warszawskiej i diecezji płockiej. Na początku stycznia komisja powołana przez Rzecznika Praw Obywatelskich oraz Kościelna Komisja Historyczna na podstawie kwerendy materiałów IPN ustaliły, że duchowny był świadomym i tajnym współpracownikiem organów bezpieczeństwa PRL. On sam 5 stycznia 2007 przeciwstawił się tym ustaleniom. Tego samego dnia kanonicznie objął archidiecezję warszawską i wydał odezwę do wiernych archidiecezji, w której wyraził żal z powodu współpracy ze służbami bezpieczeństwa PRL i zaprzeczania faktom współpracy, prosił o przyjęcie go jako ich arcybiskupa, jednocześnie oddając się do dyspozycji papieża. Odezwa była odczytywana w kościołach archidiecezji warszawskiej podczas mszy świętych 6 stycznia 2007. W dniu ingresu, 7 stycznia 2007 Nuncjatura Apostolska w Polsce poinformowała, że tego dnia arcybiskup Stanisław Wielgus złożył rezygnację z urzędu, którą papież Benedykt XVI przyjął. Dzień później Biuro Prasowe Stolicy Apostolskiej wydało komunikat informujący, że rezygnacja została przyjęta z dniem 6 stycznia 2007. Równocześnie hierarcha został mianowany arcybiskupem tytularnym Viminacium. W tym samym roku przeniósł się na stałe do Lublina, zostając tamtejszym rezydentem.
W strukturach Konferencji Episkopatu Polski pełnił funkcje: asystenta Krajowej Rady Katolików Świeckich (1999–2001), przewodniczącego Rady Naukowej (2001–2007), członka Rady Stałej (2002–2007), współprzewodniczącego ze strony kościelnej Komisji Wspólnej Przedstawicieli Rządu RP i KEP (2004–2007), ponadto w 2002 wszedł w skład Zespołu ds. Duszpasterskiej Troski o Radio Maryja. Z nominacji papieża Jana Pawła II z 19 stycznia 2005 został konsultorem Kongregacji ds. Edukacji Katolickiej.

## Odznaczenia i wyróżnienia
W 1993 prezydent RP Lech Wałęsa nadał mu Krzyż Oficerski Orderu Odrodzenia Polski.
Przyznano mu honorowe obywatelstwo Pułtuska (2005) i Płocka (2006).
Otrzymał również Nagrodę Ministra Edukacji Narodowej (1992), Nagrodę im. Włodzimierza Pietrzaka (1998), odznaczenie Lubelskiego Towarzystwa Naukowego „Resolutio Pro Laude” (1999), Nagrodę Marszałka Województwa Mazowieckiego (2004), Medal „Pro Memoria” (2005) i Nagrodę im. Księdza Idziego Radziszewskiego za rok 2007.